# Fort d'Issy – Vanves – Clamart (stanice metra v Paříži)
Fort d'Issy – Vanves – Clamart je plánovaná stanice pařížského metra na budoucí lince 15 mezi stanicemi Châtillon – Montrouge a Issy RER. Místo budoucí stanice se nachází jižně od Paříže na hranicích měst Issy-les-Moulineaux, Vanves, Clamart a Malakoff u železničního nádraží, kde bude možný přestup na linky Transilien. Stanice bude umístěná v hloubce 26 m.

## Výstavba
Pro realizaci stanice byly vybrány společnost SETEC TPI / INGEROP a architektonická kancelář Philippe Gazeau. Vyhláška o zprovoznění tohoto úseku linky 15 byla zveřejněna 24. prosince 2014. Přípravné začaly v roce 2015 a budou pokračovat do konce roku 2016 a stavební práce začnou v roce 2017. Otevření stanice je plánováno na rok 2020.

## Název
Název stanice je odvozen od názvu vojenské pevnosti a jmen měst.